# Albrecht Fridrich Rakousko-Těšínský
Albrecht Fridrich Rakousko-Těšínský (3. srpna 1817 Vídeň – 18. února 1895 Arco) byl těšínský kníže, rakouský arcivévoda a vojevůdce. Pocházel z těšínské větve habsbursko-lotrinské dynastie.

## Původ a mládí
Byl nejstarším synem těšínského knížete Karla Ludvíka Rakousko-Těšínského a Jindřišky Nasavsko-Weilburské. Byl vnukem císaře Leopolda II.
Jeho výchova, jak bylo zvykem, probíhala ve vojenském duchu. Jeho otec arcivévoda Karel se snažil vychovat ze svého syna vojáka a skvělého vojevůdce, který by šel v jeho šlépějích. Albrechtovo učení začalo ještě před jeho šestými narozeninami. Mezi jeho učitele patřili např. dr. Jan Bihler, arcibiskup Leopold Maximilian hrabě Firmian, nebo plukovník Karel Cerrini de Monte Valachi. Malý Albrecht byl spíše technicky založený, jeho oblíbeným předmětem se stala matematika. 
Už jako třináctiletý se stal majitelem pěšího pluku č. 44. a byl jmenován rytířem Řádu zlatého rouna. Od roku 1832 ho učili rakouští odborníci v oblasti taktiky, opevňování a v dalších vojenských předmětech. Vojenskou historii Albrechta vyučoval sám arcivévoda Karel, který se zároveň věnoval praktické stránce Albrechtovy výchovy. V roce 1836 doprovázel svého otce do Prahy na korunovaci císaře Ferdinanda I. českým králem.

## První etapa vojenské kariéry
Roku 1837 nastoupil vojenskou službu a jako 2. plukovník byl přidělen k pěšímu pluku č. 13 barona Wimpffena. O dva roky později působil u kyrysnického pluku č. 4 barona Mengena. V roce 1840 byl generálmajorem brigády ve Štýrském Hradci a roku 1843 polní podmaršálek u moravského vrchního velení. V roce 1845 velel jako generál v Dolních a Horních Rakousích a Salcburku.

## Druhá etapa vojenské kariéry
V březnu 1848 čelil revoluci ve Vídni. V letech 1848 až 1849 se účastnil bojů v Itálii pod velením polního maršála Radeckého. Roku 1849, po bitvě u Novary byl vyznamenán rytířským křížem vojenského řádu Marie Terezie. Poté vystřídal několik velitelských funkcí. V letech 1851 až 1860 byl vojenským a generálním guvernérem v Uhrách, poté vrchním velitelem rakouské armády v Itálii. Za prusko-rakouské války v roce 1866 porazil na jižní frontě italská vojska u Custozzy a byl císařem Františkem Josefem I. odměněn velkokřížem řádu Marie Terezie a jmenován vrchním velitelem armády. V roce 1867 na protest proti rakousko-uherskému vyrovnání odstoupil z čela armády. Roku 1869 se stal generálním inspektorem rakousko-uherské armády.

## Třetí etapa
Albrecht se stal šedou eminencí téměř ve všech vojenských záležitostech. Snažil se o zlepšení vztahů mezi Rakousko-Uherskem a Ruskem. Byl hlavou protiněmecké strany u vídeňského dvora. Protože neměl mužského dědice, adoptoval syny po svém bratrovi Karlu Ferdinandovi. Byli jimi arcivévodové Bedřich, Karel Štěpán a Evžen. Patřil k nejbohatším členům habsburského rodu a vlastnil řadu panství např. panství Ungarisch-Altenburg a Bellye, statky Saybusch, Židlochovice na Moravě a Frýdek ve Slezsku. Na svých statcích budoval parní mlýny, lihovary a rafinérie, olejárny, sýrárny a cukrovary. Založil několik dílen na impregnování telegrafních sloupů. Také byl dědicem umělecké sbírky „Albertina“. Jedinou překážkou ve stáří byl jeho zhoršující se zrak. Na sklonku života už byl téměř slepý. Abrecht Fridrich byl symbolem doby absolutismu, centralismu a dřívějších hodnot. Zemřel v roce 1895 v Arcu. Pohřben je v kapucínské kryptě ve Vídni.

## Rodina
V roce 1844 se oženil s Hildegardou, dcerou bavorského krále Ludvíka I., se kterou měl tři děti. Dospělosti se dožila pouze nejstarší dcera.
- Marie Terezie (15. července 1845 – 8. října 1927), ⚭ 1865 Filip Württemberský (30. července 1838 – 11. října 1917), vévoda württemberský
- Karel Albrecht (3. ledna 1847 – 19. července 1848)
- Matylda Marie (25. ledna 1849 – 6. června 1867), zemřela na následky popálenin utrpěných při požáru

## Dílo
- Gedanken über den militärischen Geist, Wien 1869
- Erster offizieller Bericht über die Schlacht bei Custozza am 24. Juni 1866, in: Österreichische Militärische Zeitschrift, Jahrgang 1866, Nr. 2
- Instruction für die Generalität und höheren Officiere der k.k. Armee in Italien, in: Österreichische Militärische Zeitschrift 3/1866, Seite 33-60
- Das Jahr 1870 und die Wehrkraft der Monarchie, Wien 1870
- Über die Verantwortlichkeit im Kriege, Wien 1869 (2. Aufl. Wien 1870)
- Wie soll Österreichs Heer organisirrt sein?, Wien 1868

## Vývod z předků
|                                     |                                    |  |                                  |                                             |  |  |  |  |  |  |  | Leopold Josef Lotrinský |
|                                     |                                    |  |                                  |                                             |  |  |  |  |  |  |  |                         |
|                                     | František I. Štěpán Lotrinský      |  |                                  |                                             |  |  |  |  |  |  |  |                         |
|                                     |                                    |  |                                  |                                             |  |  |  |  |  |  |  |                         |
|                                     |                                    |  |                                  | Alžběta Charlotta Orléanská                 |  |  |  |  |  |  |  |                         |
|                                     |                                    |  |                                  |                                             |  |  |  |  |  |  |  |                         |
|                                     | Leopold II.                        |  |                                  |                                             |  |  |  |  |  |  |  |                         |
|                                     |                                    |  |                                  |                                             |  |  |  |  |  |  |  |                         |
|                                     |                                    |  |                                  | Karel VI.                                   |  |  |  |  |  |  |  |                         |
|                                     |                                    |  |                                  |                                             |  |  |  |  |  |  |  |                         |
|                                     | Marie Terezie                      |  |                                  |                                             |  |  |  |  |  |  |  |                         |
|                                     |                                    |  |                                  |                                             |  |  |  |  |  |  |  |                         |
|                                     |                                    |  |                                  | Alžběta Kristýna Brunšvicko-Wolfenbüttelská |  |  |  |  |  |  |  |                         |
|                                     |                                    |  |                                  |                                             |  |  |  |  |  |  |  |                         |
|                                     | Karel Ludvík Rakousko-Těšínský     |  |                                  |                                             |  |  |  |  |  |  |  |                         |
|                                     |                                    |  |                                  |                                             |  |  |  |  |  |  |  |                         |
|                                     |                                    |  |                                  | Filip V. Španělský                          |  |  |  |  |  |  |  |                         |
|                                     |                                    |  |                                  |                                             |  |  |  |  |  |  |  |                         |
|                                     | Karel III. Španělský               |  |                                  |                                             |  |  |  |  |  |  |  |                         |
|                                     |                                    |  |                                  |                                             |  |  |  |  |  |  |  |                         |
|                                     |                                    |  |                                  | Isabela Farnese                             |  |  |  |  |  |  |  |                         |
|                                     |                                    |  |                                  |                                             |  |  |  |  |  |  |  |                         |
|                                     | Marie Ludovika Španělská           |  |                                  |                                             |  |  |  |  |  |  |  |                         |
|                                     |                                    |  |                                  |                                             |  |  |  |  |  |  |  |                         |
|                                     |                                    |  |                                  | August III. Polský                          |  |  |  |  |  |  |  |                         |
|                                     |                                    |  |                                  |                                             |  |  |  |  |  |  |  |                         |
|                                     | Marie Amálie Saská                 |  |                                  |                                             |  |  |  |  |  |  |  |                         |
|                                     |                                    |  |                                  |                                             |  |  |  |  |  |  |  |                         |
|                                     |                                    |  |                                  | Marie Josefa Habsburská                     |  |  |  |  |  |  |  |                         |
|                                     |                                    |  |                                  |                                             |  |  |  |  |  |  |  |                         |
| Albrecht Fridrich Rakousko-Těšínský |                                    |  |                                  |                                             |  |  |  |  |  |  |  |                         |
|                                     |                                    |  |                                  |                                             |  |  |  |  |  |  |  |                         |
|                                     |                                    |  | Karel August Nasavsko-Weilburský |                                             |  |  |  |  |  |  |  |                         |
|                                     |                                    |  |                                  |                                             |  |  |  |  |  |  |  |                         |
|                                     | Karel Kristián Nasavsko-Weilburský |  |                                  |                                             |  |  |  |  |  |  |  |                         |
|                                     |                                    |  |                                  |                                             |  |  |  |  |  |  |  |                         |
|                                     |                                    |  |                                  | Augusta Frederika Nasavsko-Idsteinská       |  |  |  |  |  |  |  |                         |
|                                     |                                    |  |                                  |                                             |  |  |  |  |  |  |  |                         |
|                                     | Bedřich Vilém Nasavsko-Weilburský  |  |                                  |                                             |  |  |  |  |  |  |  |                         |
|                                     |                                    |  |                                  |                                             |  |  |  |  |  |  |  |                         |
|                                     |                                    |  |                                  | Vilém IV. Oranžský                          |  |  |  |  |  |  |  |                         |
|                                     |                                    |  |                                  |                                             |  |  |  |  |  |  |  |                         |
|                                     | Karolína Oranžsko-Nasavská         |  |                                  |                                             |  |  |  |  |  |  |  |                         |
|                                     |                                    |  |                                  |                                             |  |  |  |  |  |  |  |                         |
|                                     |                                    |  |                                  | Anna Hannoverská                            |  |  |  |  |  |  |  |                         |
|                                     |                                    |  |                                  |                                             |  |  |  |  |  |  |  |                         |
|                                     | Jindřiška Nasavsko-Weilburská      |  |                                  |                                             |  |  |  |  |  |  |  |                         |
|                                     |                                    |  |                                  |                                             |  |  |  |  |  |  |  |                         |
|                                     |                                    |  |                                  | Vilém Ludvík z Kirchbergu                   |  |  |  |  |  |  |  |                         |
|                                     |                                    |  |                                  |                                             |  |  |  |  |  |  |  |                         |
|                                     | Vilém Jiří z Kirchbergu            |  |                                  |                                             |  |  |  |  |  |  |  |                         |
|                                     |                                    |  |                                  |                                             |  |  |  |  |  |  |  |                         |
|                                     |                                    |  |                                  | Luisa ze Salm-Dhaunu                        |  |  |  |  |  |  |  |                         |
|                                     |                                    |  |                                  |                                             |  |  |  |  |  |  |  |                         |
|                                     | Luisa Isabela z Kirchbergu         |  |                                  |                                             |  |  |  |  |  |  |  |                         |
|                                     |                                    |  |                                  |                                             |  |  |  |  |  |  |  |                         |
|                                     |                                    |  |                                  | Jindřich XI. Reuss Greiz                    |  |  |  |  |  |  |  |                         |
|                                     |                                    |  |                                  |                                             |  |  |  |  |  |  |  |                         |
|                                     | Isabella Augusta Reuss-Greiz       |  |                                  |                                             |  |  |  |  |  |  |  |                         |
|                                     |                                    |  |                                  |                                             |  |  |  |  |  |  |  |                         |
|                                     |                                    |  |                                  | Konradina Reuss Kestřic                     |  |  |  |  |  |  |  |                         |
|                                     |                                    |  |                                  |                                             |  |  |  |  |  |  |  |                         |